# De kat Leopold
De kat Leopold (Russisch: Кот Леопольд, Kot Leopold) is een Sovjet/Russische tekenfilmreeks. Deze gaat over de goedhartige en vriendelijke kat Leopold en twee plagerige muizen die Leopolds leven zuur proberen te maken. De reeks werd geproduceerd door studio Ekran tussen 1975 en 1993. Er zijn vijftien delen van gemaakt.

## Personages en setting
De films spelen zich af bij de kat Leopold thuis, in een klein (onbenoemd) stadje waar hij en de muizen wonen en op het platteland. De kat Leopold is het hoofdpersonage. Hij is goedhartig en gedraagt zich heel beschaafd. Hij rookt niet, drinkt geen alcohol en blijft (bijna) altijd beleefd en vriendelijk. Zijn motto is "Jongens, laten wij in vriendschap leven!" en dat laat hij regelmatig weten. (Ребята, давайте жить дружно! Rebjata, davajte zjit droezjno!). Ondanks zijn pacifisme gaat hij soms over tot wraak.
Twee muizen (mollige grijze muis Mitja en slanke witte muis Motja) proberen Leopold op alle mogelijke manieren te plagen en noemen hem "valse lafaard". Aan het einde van elke film tonen ze berouw.

## Films
- 1975: Wraak van de kat Leopold (Месть кота Леопольда, Mest kota Leopolda)
- 1975: Leopold en goudvisje (Леопольд и золотая рыбка, Leopold i zolotaja rybka)
- 1981: Schat van de kat Leopold (Клад кота Леопольда, Klad kota Leopolda)
- 1981: Televisie van de kat Leopold (Телевизор кота Леопольда, Televizor kota Leopolda)
- 1982: Wandeling van de kat Leopold (Прогулка кота Леопольда, Progoelka kota Leopolda)
- 1982: Verjaardag van de kat Leopold (День рождения кота Леопольда, Den rozjdenija kota Leopolda)
- 1983: Zomer van de kat Leopold (Лето кота Леопольда, Leto kota Leopolda)
- 1984: Kat Leopold in droom en werkelijkheid (Кот Леопольд во сне и наяву, Kot Leopold vo sne i najavoe)
- 1984: Interview met de kat Leopold (Интервью с котом Леопольдом, Intervjoe s kotom Leopoldom)
- 1986: Ziekenhuis van kat Leopold (Поликлиника кота Леопольда, Poliklinika kota Leopolda)
- 1987: Auto van de kat Leopold (Автомобиль кота Леопольда, Avtomobil kota Leopolda)
- 1993: Terugkeer van de kat Leopold. Deel 1 "Gewoon peosje" (Возвращение кота Леопольда. Серия 1 «Просто Мурка», Vozvrasjtsjenie kota Leopolda. "Prosto moerka")
- 1993: Terugkeer van de kat Leopold. Deel 2 "Het is niet altijd maslenitsa voor de kat" (Spreekwoord, die betekent dat plezier maar van korte duur is) ("Возвращение кота Леопольда. Серия 2 «Не всё коту масленица», Vozvrasjtsjenie kota Leopolda. "Ne vsjo kotoe maslenitsa")
- 1993: Terugkeer van de kat Leopold. Deel 3 "Kattensoep" (Возвращение кота Леопольда. Серия 3 «Суп с котом», Vozvrasjtsjenie kota Leopolda. "Soep s kotom")
- 1993: Terugkeer van de kat Leopold. Deel 4 "Gelaarsde kat" (Возвращение кота Леопольда. Серия 4 «Кот в сапогах», Vozvrasjtsjenie kota Leopolda. "Kot v sapogach")